# Alfréd Rényi
Alfréd Rényi (Budapest, 20 marzo 1921 – Budapest, 1º febbraio 1970) è stato un matematico ungherese, conosciuto per i suoi contributi in particolare in teoria della probabilità, ma anche in combinatoria, teoria dei grafi e teoria dei numeri.
Ha avuto un lungo periodo di collaborazione con Paul Erdős, assieme al quale ha pubblicato 32 articoli.